# Ne (kana)
Ne (romanização do hiragana ね ou katakana ネ) é um dos kana japoneses que representam um mora. No sistema moderno da ordem alfabética japonesa (Gojūon), ele ocupa a 24.ª posição do alfabeto, entre Nu e No.
| Forma            | Romaji     | Hiragana                   | Katakana                   |
| ---------------- | ---------- | -------------------------- | -------------------------- |
| n- (な行 na-gyō) | ne         | ね                         | ネ                         |
| n- (な行 na-gyō) | nei nee nē | ねい, ねぃ ねえ, ねぇ ねー | ネイ, ネィ ネエ, ネェ ネー |

## Formas alternativas
No Braile japonês, ね ou ネ são representados como:
| ● | ●  |
| ● | － |
| ● | － |

O Código Morse para ね ou ネ é: －－・－

## Traços

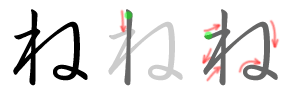
Seqüência de traços para escrita do ね

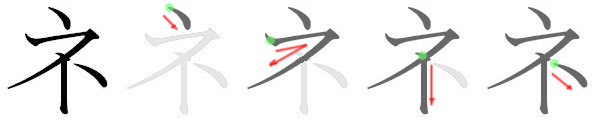
Seqüência de traços para escrita do ネ